# Retablo di San Giorgio
Il retablo di San Giorgio è una grande pala d'altare, ascrivibile all'arte gotica sarda del XVI secolo. Originariamente situato nell'omonima chiesa, ubicata a circa due chilometri da Perfugas, venne in seguito conservato nei locali della Soprintendenza ai beni culturali della provincia di Sassari e Nuoro e, infine, affidato alla custodia del Museo diocesano di arte sacra allestito presso la parrocchiale di Santa Maria degli Angeli, nel centro storico di Perfugas. 

## Descrizione
Attribuito dapprima al Maestro di Ozieri, poi al pittore tardomanierista sassarese Ambrogio Calvano, l'autore resta tuttora sconosciuto ed è convenzionalmente identificato con il Maestro di Perfugas. L'opera, una struttura lignea con cornici interamente bagnate in oro, è composta da 54 tavole in 14 pale separabili, nelle quali viene rappresentato il tema dei misteri del Rosario.
Nei diversi intagli vengono illustrati l'Annunciazione, San Giorgio e il drago, San Gavino a cavallo, la Visitazione, la Natività, l'Adorazione dei Magi, la Presentazione al tempio, la Resurrezione, la Pentecoste, l'Ascensione, la Sacra Famiglia con Sant'Anna e l'Incoronazione della Vergine, per concludere con la Crocifissione, dipinta nel colmo del retablo. 
Tra le figure si ravvisano santi e evangelisti, quali San Paolo, Sant'Antonio da Padova, San Francesco, Sant'Ambrogio, San Gregorio, San Gerolamo, Sant'Agostino, San Giovanni Battista, Santa Barbara, Sant'Agnese, San Tomaso, San Bartolomeo Scorticato e l'Arcangelo Michele.
La nicchia del polittico custodisce due pezzi inediti dello stesso periodo: il Santo cavaliere e la Ritrovata donzella, che nella leggenda fu liberata dal drago.
Gravi manifestazioni di degrado, sia del supporto ligneo che del testo pittorico del retablo, portarono negli anni 80 ad un importante intervento di restauro, con ricollocazione finale dell'opera presso la chiesa di Santa Maria degli Angeli, in un ambiente dotato di sistemi appropriati alla sua conservazione.